# Ботанічний сад Вагга-Вагга

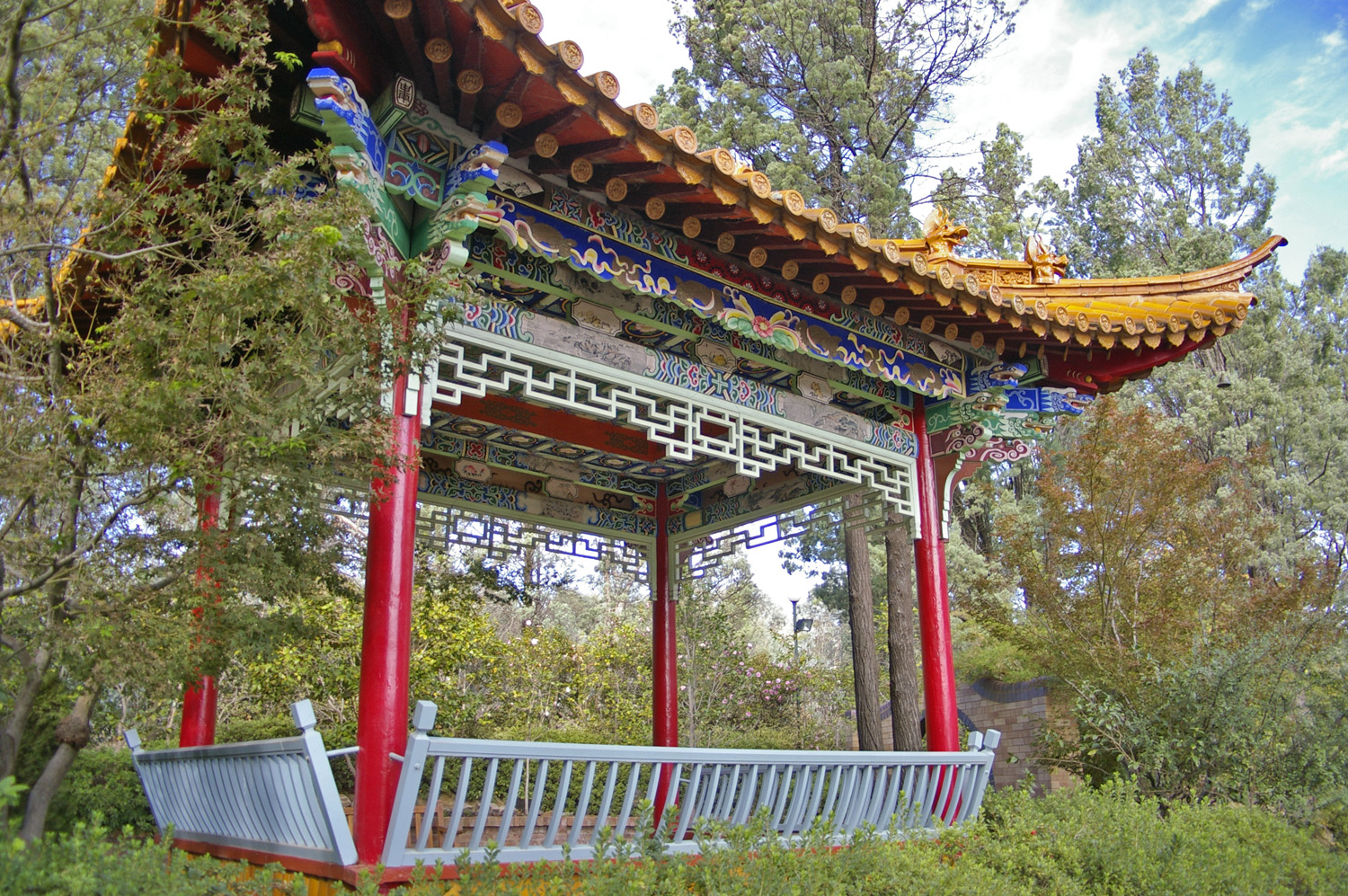
Китайський павільйон

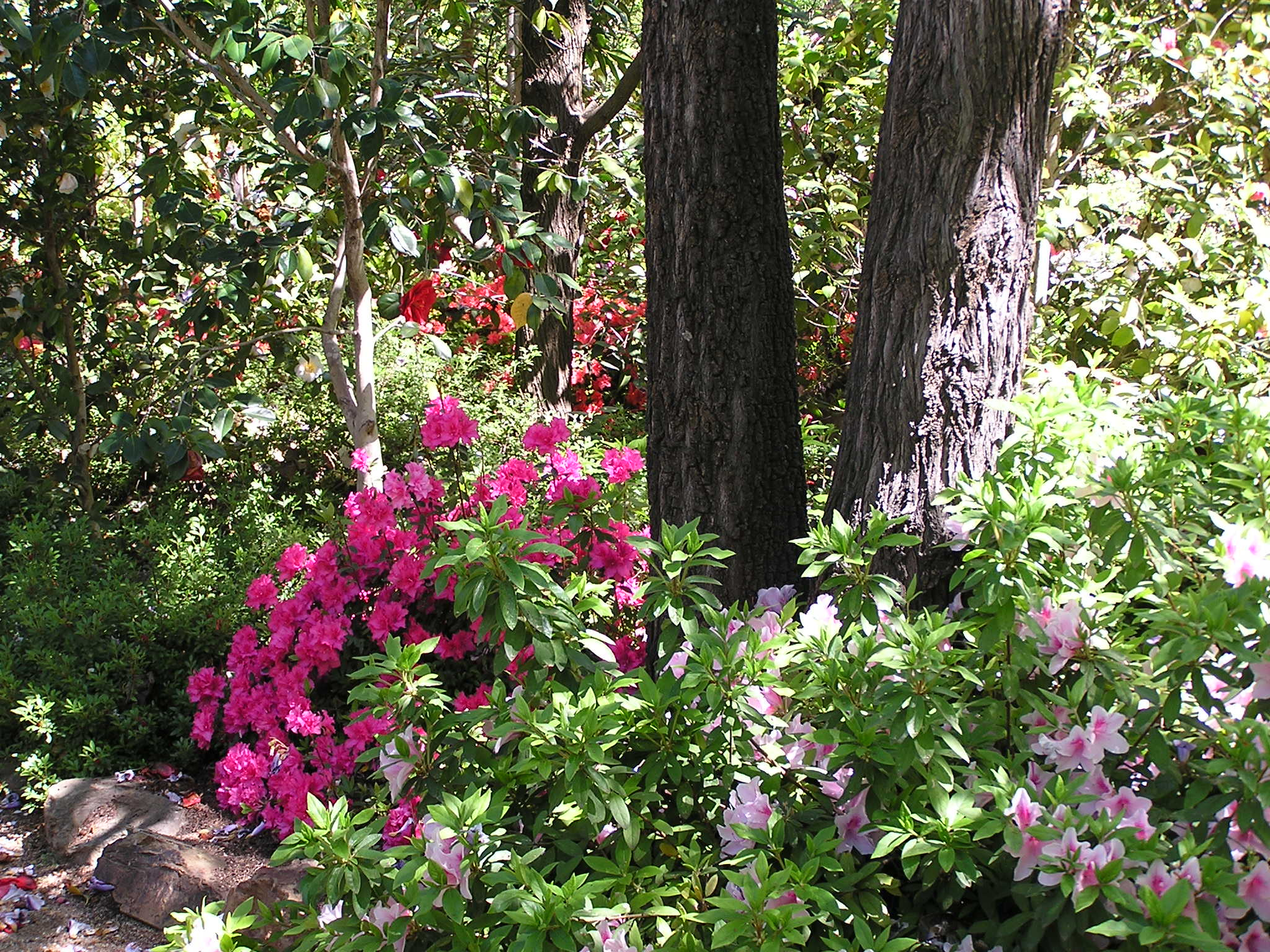
Азалії в китайському саду

Ботанічний сад Вагга-Вагга (англ. Wagga Wagga Botanic Gardens) — ботанічний сад у Вагга-Вагга (штат Новий Південний Уельс, Австралія). Був створений 1969 року.

## Графік роботи
Ботанічний сад відкритий щодня:
- 7:30 — 16:15 (зимою),
- 7:30 — 20:00 (літом).

## Опис
Ботанічний сад має кілька колекцій:
- колекція австралійської флори, де широко представлені евкаліпти і акації, а також епіфіти.
- сад бамбука,
- сад кактусів і сукулентів,
- сад камелій, якій був створений до двохсотріччя Австралії і в якому розташований чудовий традиційний китайський павільйон, подарунок китайського міста Куньмін,
- розарій, де ростуть троянди різних сортів,
- ділянка дощового лісу,
- сад Шекспіра,
- інші колекції.

## Галерея фотографій

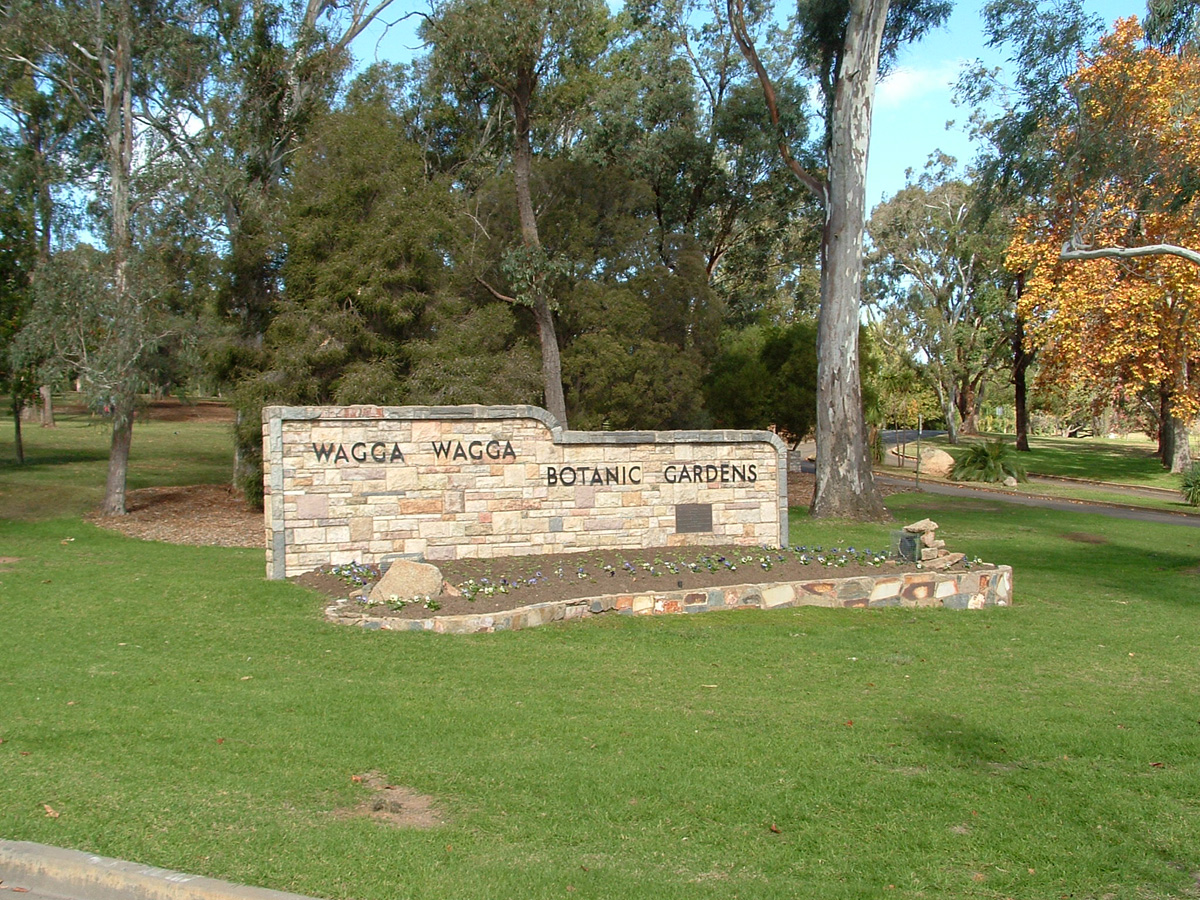
Вхід до ботанічного саду
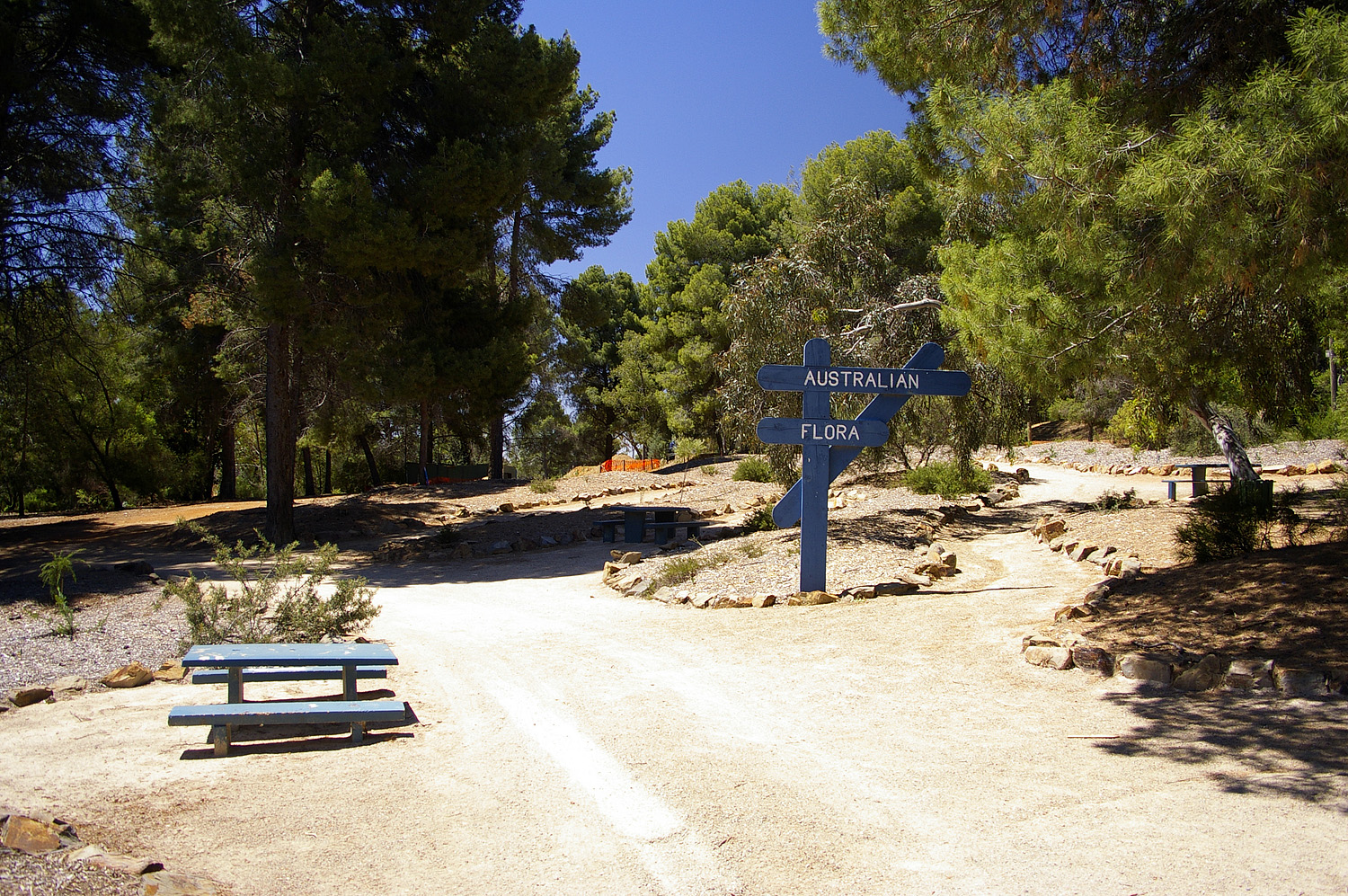
Колекція австралійської флори
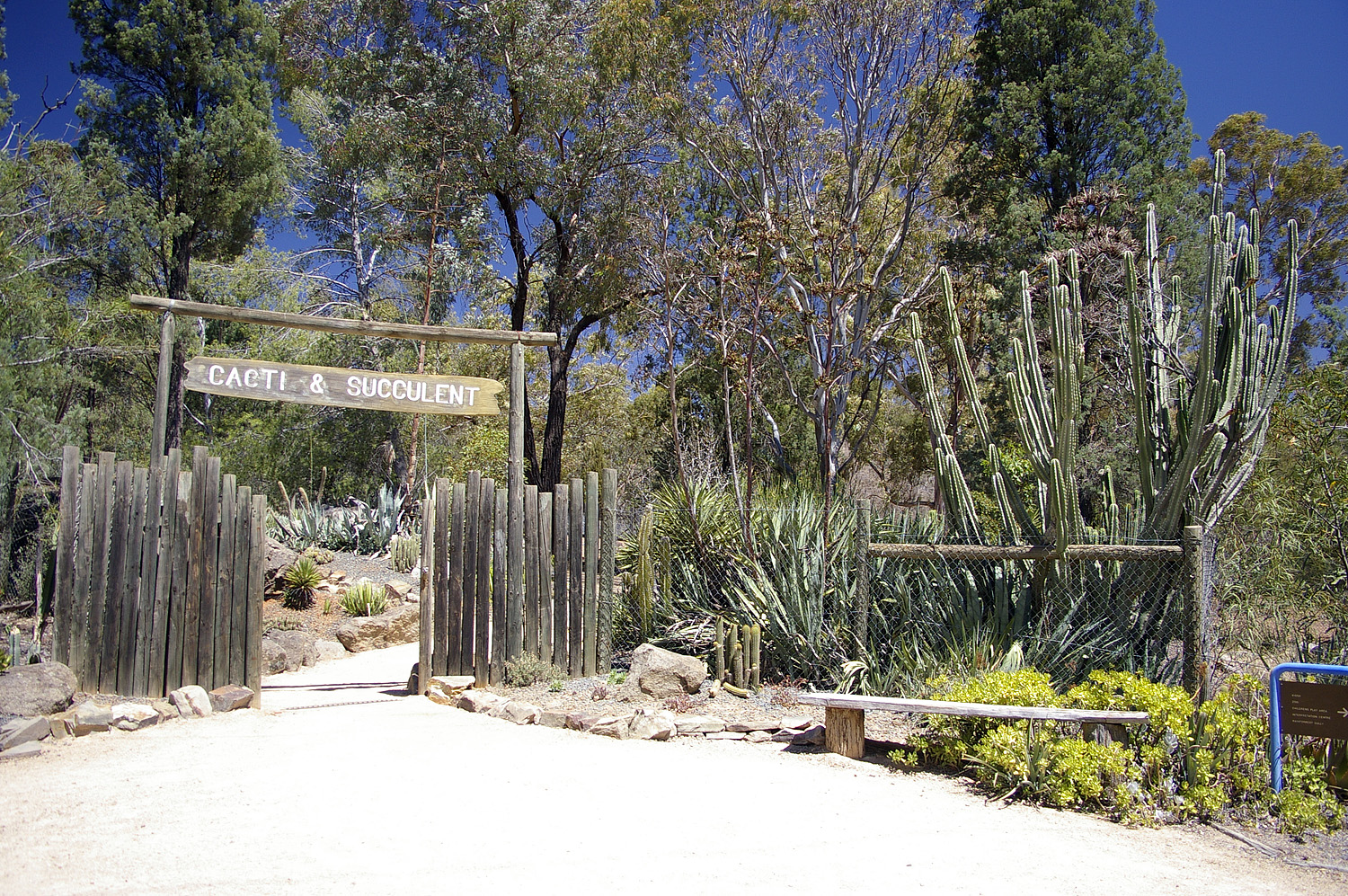
Сад кактусів і сукулентів
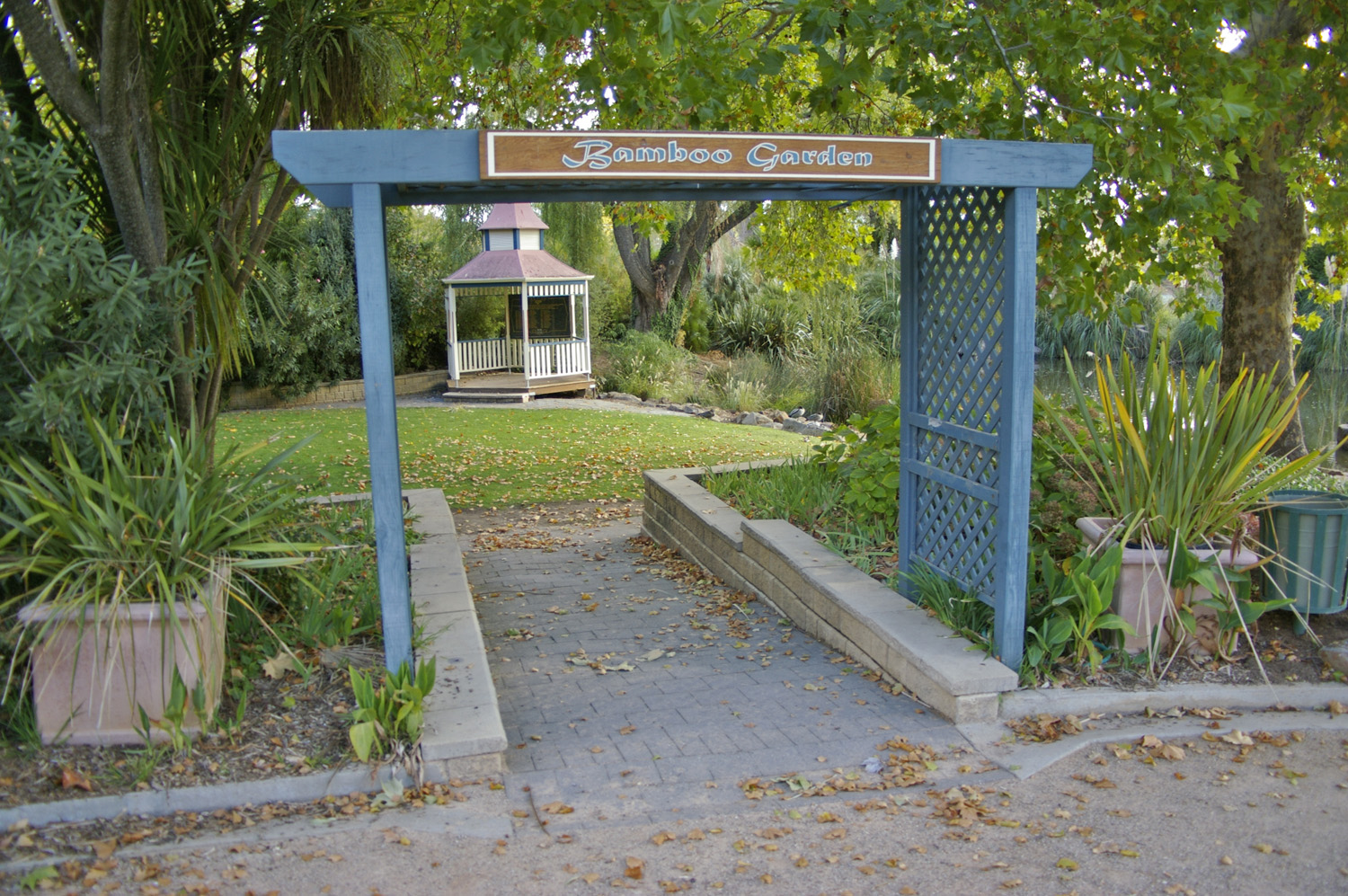
Сад бамбука
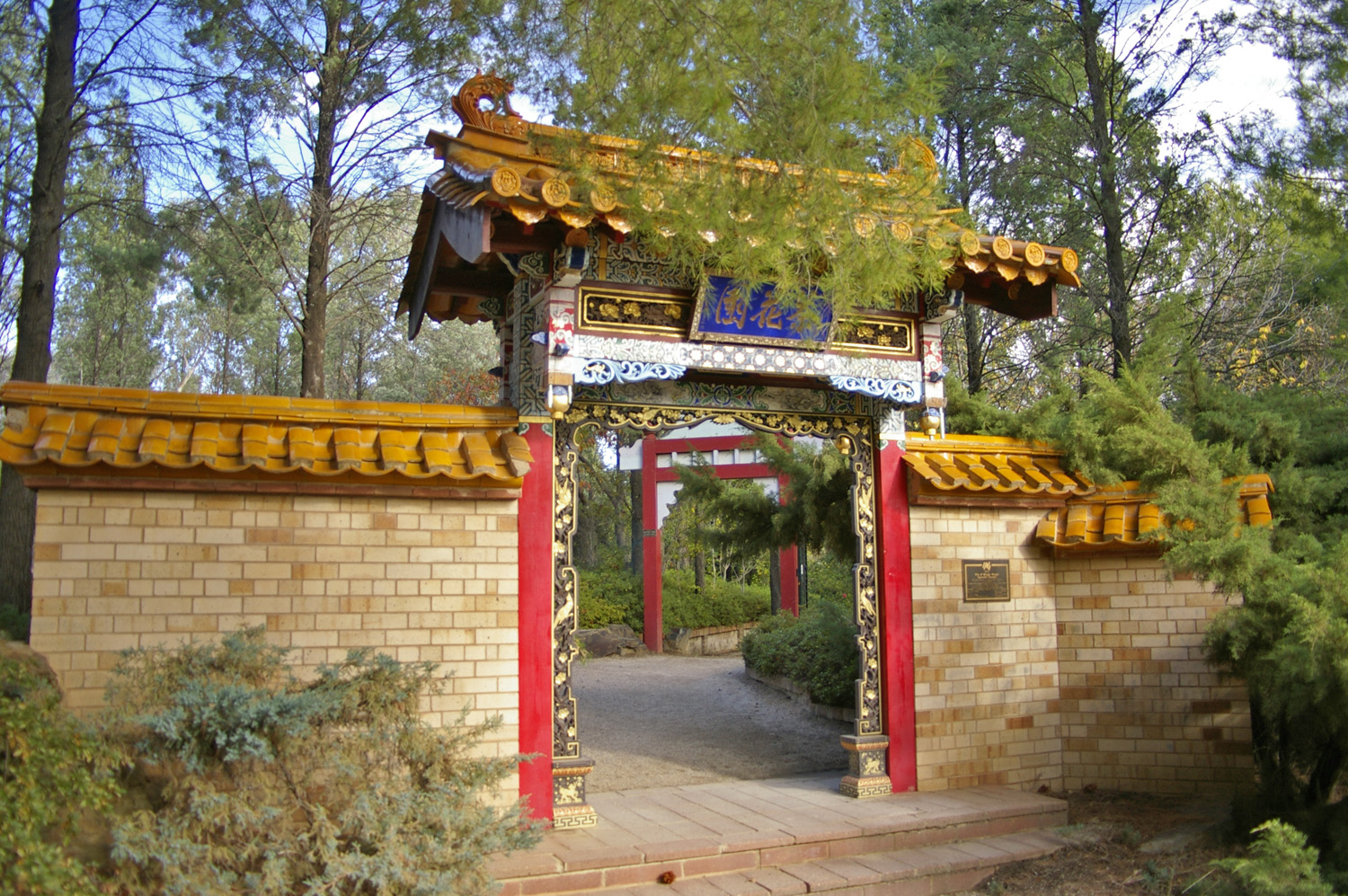
Вхід до саду камелій
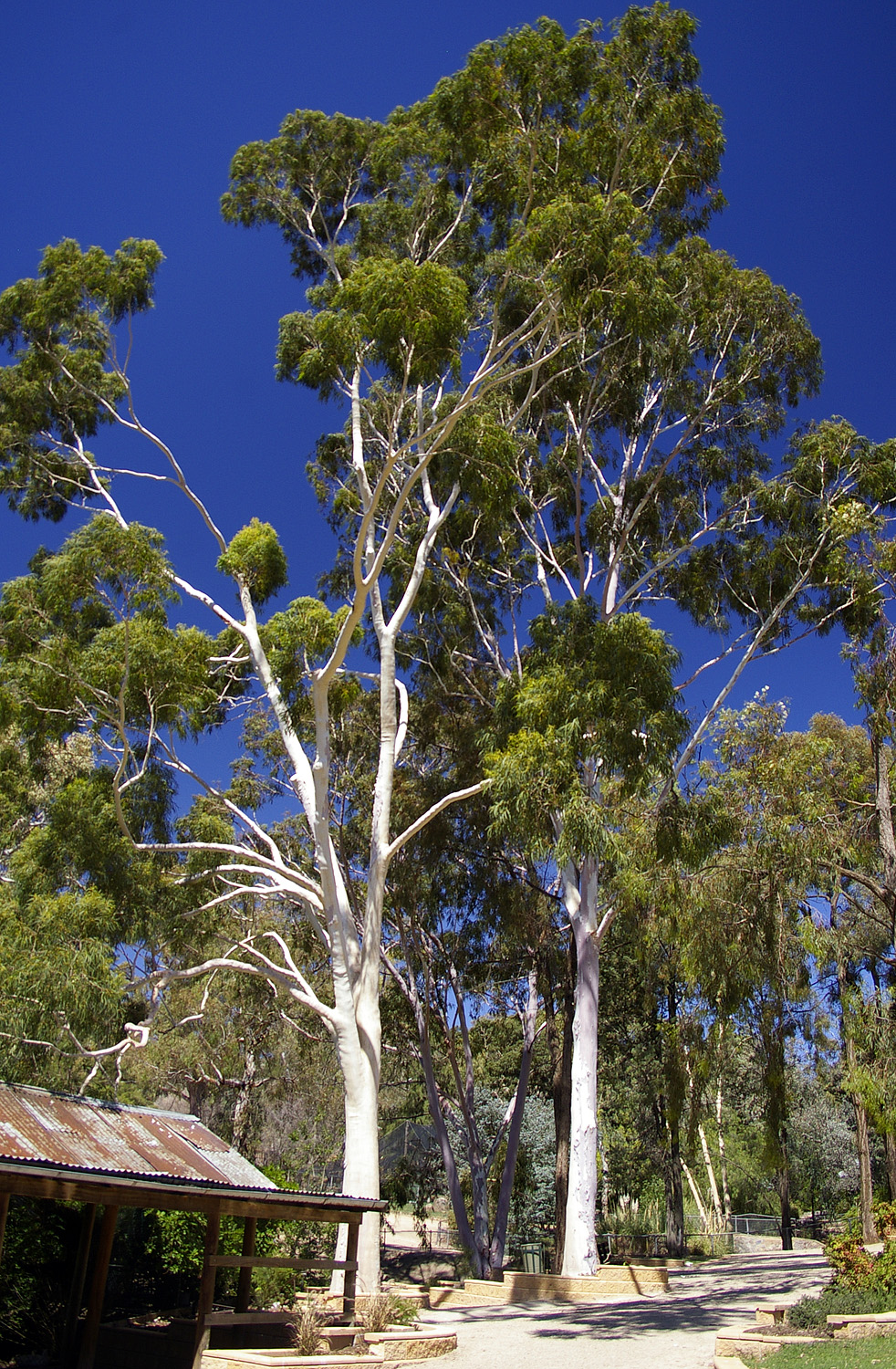
Corymbia citriodora
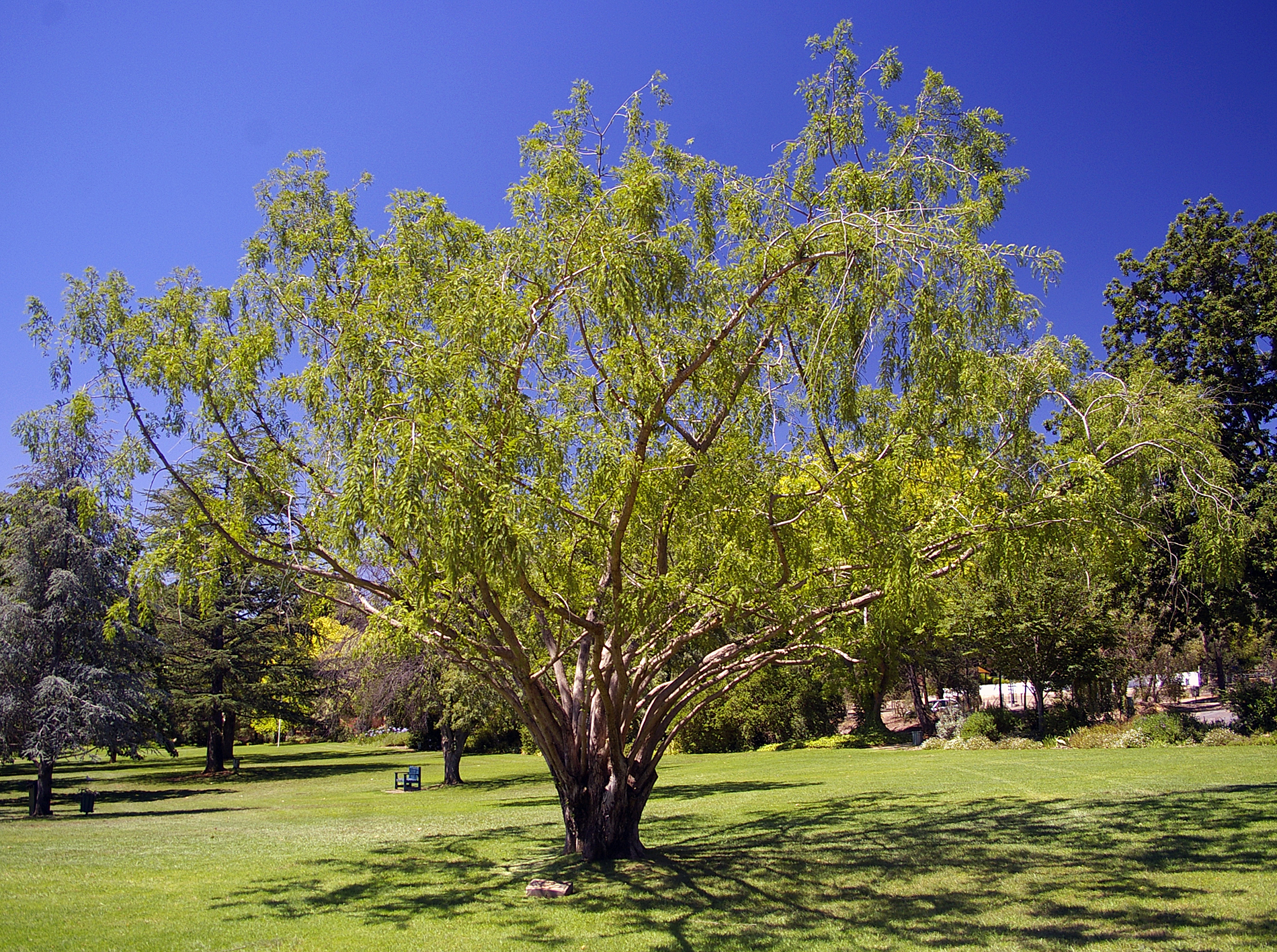
Метасеквойя гліптостробоїдна